# 平野暁臣
平野 暁臣（ひらの あきおみ、1959年2月18日 - ）は、東京都出身の空間メディアプロデューサー。株式会社現代芸術研究所 代表取締役、岡本太郎記念館館長、ジャズレーベルファウンダー、音楽プロデューサー、日本イベント業務管理士協会名誉会長、サイバー大学元客員教授（イベントプロデュース論）。
岡本太郎のパートナーだった岡本敏子の甥。敏子の後任で「岡本太郎記念館」2代目館長。多くの関連著作を刊行している。

## 略歴
1981年3月、横浜国立大学工学部建築学科卒業。1984年横浜国立大学大学院博士前期課程修了、工学修士。建設会社を経て、岡本太郎が創設した現代芸術研究所へ。イベントやミュージアムなど“空間メディア”の領域で多彩なプロデュース活動を行う。1989年～93年横浜国立大学大学院講師。
セビリア、ジェノバ、テジョン、リスボンなど海外の国際博日本館をはじめ数多くのイベントを手掛け、最近では「六本木ヒルズアリーナ」「Japan Design 2006 , Bangkok」「感性価値デザイン展 , 香港／金沢」「ダボス会議 Japan Night」「Japan Lifestyle Showcase , Saudi-Arabia」総合プロデューサー、「『明日の神話』再生プロジェクト」「TARO100祭」ゼネラルプロデューサーなどを務める。また川崎市岡本太郎美術館の斬新な展示空間のプロデュースでも話題になった。
2018年3月には、総合プロデューサーとして指揮をとった「『太陽の塔』再生プロジェクト」が完了し、再生された塔内の一般公開がはじまった。また同年9月には、エグゼクティブ・プロデューサーとして企画制作を行ったドキュメンタリー映画『太陽の塔』が公開。2018年、日本ジャズの専門レーベル「Days of Delight」を創設し、ファウンダー／プロデューサーに就任。10月に第一弾としてサックス奏者・土岐英史の新譜『Black Eyes』をリリース。
このほか日本イベント業務管理者協会での活動（1996年～副会長、2000年～会長、2006年～名誉会長）をはじめ、イベント従事者の職能の確立と後進の育成に尽力している。（社）日本イベント産業振興協会アドバイザー、公職に経済産業省「中小企業政策審議会」委員、内閣府「地域活性化伝道師」ほか。
資格に、一級建築士、1級建築施工管理技士、学芸員、イベント業務管理士などがある。

## 主なプロデュース作品（空間）
- セビリア万国博覧会日本館　（セビリア／スペイン）
- 国際船と海の博覧会日本館　（ジェノバ／イタリア）
- テジョン国際博覧会日本館　（テジョン／韓国）
- リスボン国際博覧会日本館　（リスボン／ポルトガル）
- Japan Design 2006, Bangkok　（バンコク／タイ）
- 感性価値デザイン展　　（香港・金沢）
- ダボス会議ジャパンナイト　（ダボス／スイス）
- ジャナドリヤ祭日本館　（ジャナドリヤ／サウジアラビア）
- 六本木ヒルズアリーナ　（東京）
- 世界祝祭博覧会　（三重）
- 世界・炎の博覧会　（佐賀）
- 夢テク新潟’03　（新潟）
- 新潟ふるさと村リニューアル　（新潟）
- 慶應義塾稀覯書展　（東京）
- 「『明日の神話』再生プロジェクト」　（メキシコ・日本）
- 岡本太郎生誕百年事業「TARO100祭」　（東京他）
- 「『太陽の塔』再生プロジェクト」　（大阪）
- 展覧会「岡本太郎」（大阪・東京・名古屋）
- 展覧会「太陽の塔」（大阪）
- Chim ↑ Pom「Pavilion」　（東京）
- 岡本太郎葬儀　（東京）
- 岡本敏子葬儀　（東京）

## 主なプロデュース作品（音楽）
- 類家心平『Metamorphose』
- 井上陽介『Walking Alone』
- 池本茂貴『Flip the Switch』
- 山口真文＋片倉真由子『Next Standards』
- 栗林すみれ+藤本一馬+須川崇志『Tides of Blue』
- コンピレーション『Alone at TARO’s Atelier vol.2』
- 池田篤『Taste of Tears』
- 高橋佑成『ラポール』
- コンピレーション 『Spirit of ‘Days of Delight’ vol.4』
- 高橋佑成+武本和大+平倉初音『Thirty Fingers』
- 鬼怒無月『Fauvisme』
- 平倉初音『Moon and Venus』
- 広瀬未来『El valor』
- 佐瀬悠輔+小金丸慧『Nomade』
- DAVID BRYANT『COAT OF ARMS』
- 山口真文『VIENTO』
- 石田衛『Afterglow』
- 中林薫平オーケストラ『Live at “COTTON CLUB”』
- コンピレーション 『Spirit of ‘Days of Delight’ vol.3』
- 西口明宏『Something in Red』
- コンピレーション『Alone at TARO’s Atelier』
- 日野元彦カルテット＋２『Flying Clouds』（アナログ盤）
- 若井優也『Poem』
- 竹田一彦『St. Louis Blues』
- 平倉初音『Wheel of Time』
- 鈴木勲カルテット＋2『Blue Road』
- 日野元彦カルテット＋２『Flying Clouds』
- コンピレーション 『Spirit of ‘Days of Delight’ vol.2』
- 粟谷巧『鼓動』
- 岡本健太  Wu-Xing『 Live at “COTTON CLUB”』
- 渡辺翔太＋マーティ・ホロベック『Song for the Sun』
- 山口真文『Trinity』
- コンピレーション『Another Side of “Days of Delight” vol.1』
- 馬場智章『Gathering』
- 山田玲 Kejime Collective 『Counter Attack』
- 清水絵理子『Aspire』
- 土岐英史『Live at "RAG"』
- 広瀬未来+片倉真由子『Air』
- コンピレーション 『Spirit of ‘Days of Delight’ vol.1』
- 萩原亮『WITH MY SOUL』
- 竹村一哲『村雨（Murasame）』
- 土岐英史『Little Boy’s Eyes』
- 市原ひかり『Anthem』
- 須川崇志 Banksia trio『Ancient Blue』
- 池田篤『スパイラル』
- 片倉真由子『プレイズ・スタンダード』
- 片倉真由子『プレイズ・コルトレーン』
- 土岐英史『ザ・ギターマン』
- 広瀬未来『ゴールデンマスク』
- RSTトリオ『plays TOKI』
- 鈴木良雄+山本剛『ラヴィング・タッチ』
- 須川崇志 Banksia Trio 『Time Remembered』
- 土岐英史+片倉真由子『After Dark』
- 土岐英史『Black Eyes』
- 峰厚介『Bamboo Grove』
- Days of Delight Quintet  『1969』
- コンピレーション 『Days of Delight－疾走－』
- コンピレーション 『Days of Delight－躍動－』
- コンピレーション 『Days of Delight－共振－』

## 主なプロデュース作品（その他）
- PLAY TARO
- 映画『太陽の塔』
- 映画『岡本太郎の沖縄』

## 著書
- 『明日の神話：岡本太郎はなにをのこしたのか 1967-2023』編著（興陽館）
- 『岡本太郎 強くなる本』【プロデュース・構成】（興陽館）
- 『岡本太郎 きみは自由に生きているか』【プロデュース・構成】（興陽館）
- 『入門！ 岡本太郎』編著（興陽館）
- 『世界をこの眼で見ぬきたい。: 岡本太郎と語りあう12人』編著（小学館）
- 『誰だって芸術家』【プロデュース・構成】（SB新書）
- 『他人が笑おうが笑うまいが、自分の歌を歌えばいいんだよ』対談集（小学館）
- 『万博入門　新世代万博への道』（小学館）
- 『太陽の塔』編著（小学館）
- 『太陽の塔ガイド』編著（小学館）
- 『「太陽の塔」新発見！　―岡本太郎は何を考えていたのか』（青春新書:青春出版社）
- 『太陽の塔―岡本太郎と7人の男たち』（青春出版社）
- 『図説 万博の歴史 1851－1970』（小学館）
- 『万博の歴史　―大阪万博はなぜ最強たり得たのか』（小学館）
- 『世界に売る ということ』（プレジデント社）
- 『プロデュース100の心得。』（イースト・プレス）
- 『大阪万博―20世紀が夢見た21世紀』（小学館）
- 『「才能」だけではつくれない。つくる人、動かす人になる、5つのメソッド』（美術出版社）
- 『プロデュース入門　〜オリジナリティが壁を破る〜』（イースト・プレス）
- 『空間メディア入門　〜僕たちは空間を使って何ができるのか〜』（イースト・プレス）
- 『岡本太郎 〜「太陽の塔」と最後の闘い〜』（PHP新書）
- 『岡本太郎と太陽の塔』編著（小学館）のち増補新版
- 『「イベント実務」がよくわかる本』（イースト・プレス）
- 『コトづくりの眼』（日本実務出版）
- 『仕事がうまくいく人の「仕掛ける」技術』（青春出版社）
- 『イベントの底力』（日経BP社・共著）
- 『体感美術館』（リコシェ）
- 『岡本太郎　―芸術という生き方』（あかね書房）
- 『岡本太郎の東北』【プロデュース・構成】（小学館）
- 『孤独がきみを強くする』【プロデュース・構成】（興陽館）
- 『強くなる本』【プロデュース・構成】（興陽館）
- 『岡本太郎の沖縄』【編集】（小学館）
- 『岡本藝術 －岡本太郎の仕事1911〜1996→』【編著】（小学館）
- 『岡本太郎の仕事論』（日本経済新聞出版社、新書）
- 『自分の運命に楯を突け』【構成/監修】（青春出版社）
- 『これから』岡本太郎の書【構成/監修】（小学館）
- 『ドキドキしちゃう』【構成/監修】（小学館）
- 『明日の神話：岡本太郎の魂』【編著】（青春出版社）
- 『自分を賭けなきゃ。』【構成/監修】（イースト・プレス）
- 『愛する言葉』【構成・監修】（イースト・プレス）
- 『岡本太郎VS柿沼康二 TRANCE-MISSION』【編集】(二玄社）
- 『みんなの太陽の塔』【プロデュース】（小学館）
- 『岡本太郎にであう旅　－岡本太郎のパブリックアート』【プロデュース】（小学館）

## 講演
- 2020年
  - 「新時代の万博を考える」クラブ関西
  - 「岡本太郎という生き方」秋田市立千秋美術館
- 2019年
  - 「万博の21世紀」みどり会
  - 「ひろばの思想」立教大学  　　　　
  - 「大阪万博という奇跡」関西大学  　　　　
  - 「“渦巻き” と “生命の樹”」多摩美術大学  　　　　
  - 「太陽の塔とはなにか」博物館支援センター  　　　　
  - 「岡本太郎という生き方」大分県立美術館
- 2018年
  - 「再生！太陽の塔」NHK大阪放送局

- 2017年
  - 「万博は生き残れるか」クラブ関西  　　　　
  - 「万博を生かすメカニズム」大阪MICEディストネーション・ショーケース  　　　　
  - 「太陽の塔」多摩美術大学  　　　　
  - 「太陽の鐘―前橋に新たなシンボルがめぶく」前橋市
- 2016年
  - 「街に“磁力”をつくる」みやぎ産業交流センター  　　　　
  - 「創造の作法」武蔵野美術大学  　　　　
  - 「体感美術館」多摩美術大学
- 2015年
  - 『クリエイティブ・プロデュース論』（全14回）立教大学
- 2014年
  - 「大阪万博：20世紀が夢見た21世紀」東京国立近代美術館  　　 　
  - 「いま、大阪万博に学ぶ」国際日本文化センター  　　　
  - 「新しい価値のつくり方」プレジデント社
- 2012年
  - 「クリエイティブの作法」日本工学アカデミー
- 2011年
  - 「体験のデザイン」東北大学
- 2010年
  - 「クリエイティブを束ねる」東京六本木ロータリークラブ  　　　
  - 「共振のデザイン―感性が拓くモノづくりの新潮流」感性価値デザインフォーラム  　　　
  - 「プロデュースのコミュニケーション」座・高円寺  　　　
  - 「なぜ太陽の塔だけが残ったのか」中央電気倶楽部  　　  　
  - 「岡本太郎とメキシコ」関西外国語大学
- 2008年
  - 「いま、ディスプレイの世紀へ」日本ディスプレイ業団体連合会  　　  　
  - 「街に“磁力”をつくる」日本ディスプレイ業団体連合会  　　  　
  - 「街のスタイルを決めるものはなにか」立教大学  　　  　
  - 「TAROとの対話」多摩美術大学
- 2007年
  - 「空間というメディア」立命館大学  　　  　
  - 「イベントプロデュース論」サイバー大学　  　　　
  - 「メディアとしての空間をつくる」川崎市
- 2006年
  - 「Exhibition Design」Thai Creative Design Center  　　  　
  - 「空間メディアとはなにか」東京ディスプレイ協同組合  　　  　
  - 「“展示力”の本質」東京ディスプレイ協同組合  　　  　
  - 「明日の神話」青山学院大学